# UFC 208
UFC 208: Holm vs. de Randamie var en MMA-gala som arrangerades av Ultimate Fighting Championship och ägde rum 11 februari 2017 i Brooklyn i USA. 

## Resultat
1. ↑  Titelmatch i fjädervikt.